# 沐斌

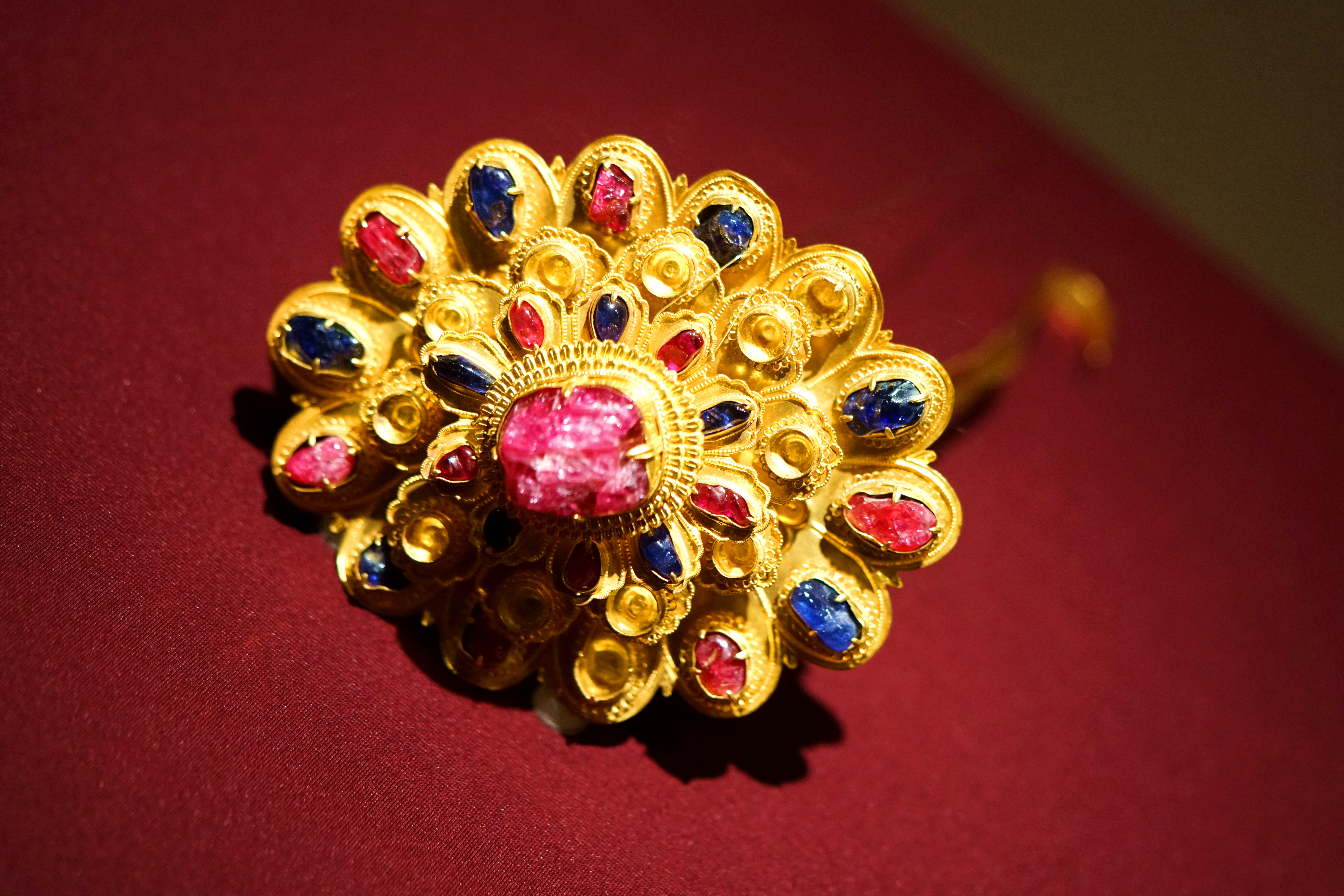
嵌宝石金头面。南京江宁将军山沐斌夫人梅氏墓出土。

沐斌（1397年—1450年），原名沐俨，字可观，後改名斌，更字文辉，安徽定远人，明朝军事人物。

## 生平
正统五年（1440年）幼年的沐斌袭封黔国公，但居住在京师顺天府，以他叔父沐昂代理镇守云南。正统十年（1445年）沐昂卒。沐斌开始镇守云南，当时缅甸执送思任发到京师，其子思机发来袭，沐斌将他击却。思机发再据孟养。十三年（1448年）思机发大发兵，派王骥等讨伐，沐斌为后拒，督饷不缺漏。景泰元年（1450年）沐斌卒，赠太傅，谥荣康。

## 家族
祖父黔宁昭靖王沐英。父定遠忠敬王沐晟。
先娶英國公張輔之長女，早卒，繼室徐氏，生子沐玘、沐琮，女嫁魏國公徐顯宗。